# Happonvilliers
Happonvilliers ist ein Ort und eine französische Gemeinde mit 309 Einwohnern (Stand: 1. Januar 2022) im Département Eure-et-Loir im Nordwesten der Region Centre-Val de Loire. Sie gehört zum Arrondissement Nogent-le-Rotrou und zum Kanton Nogent-le-Rotrou.

## Lage
Happonvilliers liegt etwa 42 Kilometer westsüdwestlich von Chartres am Bach Vallé de Happonvilliers. Im Westen der Gemeinde fließt die Mazure, im Osten der Vallée de Reuse, der hier noch Vallée de Misère genannt wird. Alle entwässern zum Loir. Umgeben wird Happonvilliers von den Nachbargemeinden Champrond-en-Gâtine im Nordwesten und Norden, Nonvilliers-Grandhoux im Norden und Osten, Montigny-le-Chartif im Südosten und Süden sowie Combres im Westen.

## Bevölkerungsentwicklung
| Jahr                       | 1962 | 1968 | 1975 | 1982 | 1990 | 1999 | 2006 | 2013 | 2020 |
| Einwohner                  | 323  | 282  | 240  | 235  | 235  | 267  | 299  | 295  | 319  |
| Quellen: Cassini und INSEE |      |      |      |      |      |      |      |      |      |

## Sehenswürdigkeiten
- Kirche Saint-Pierre, 1774/1775 wieder errichtet
- Park von La Feuilleraie

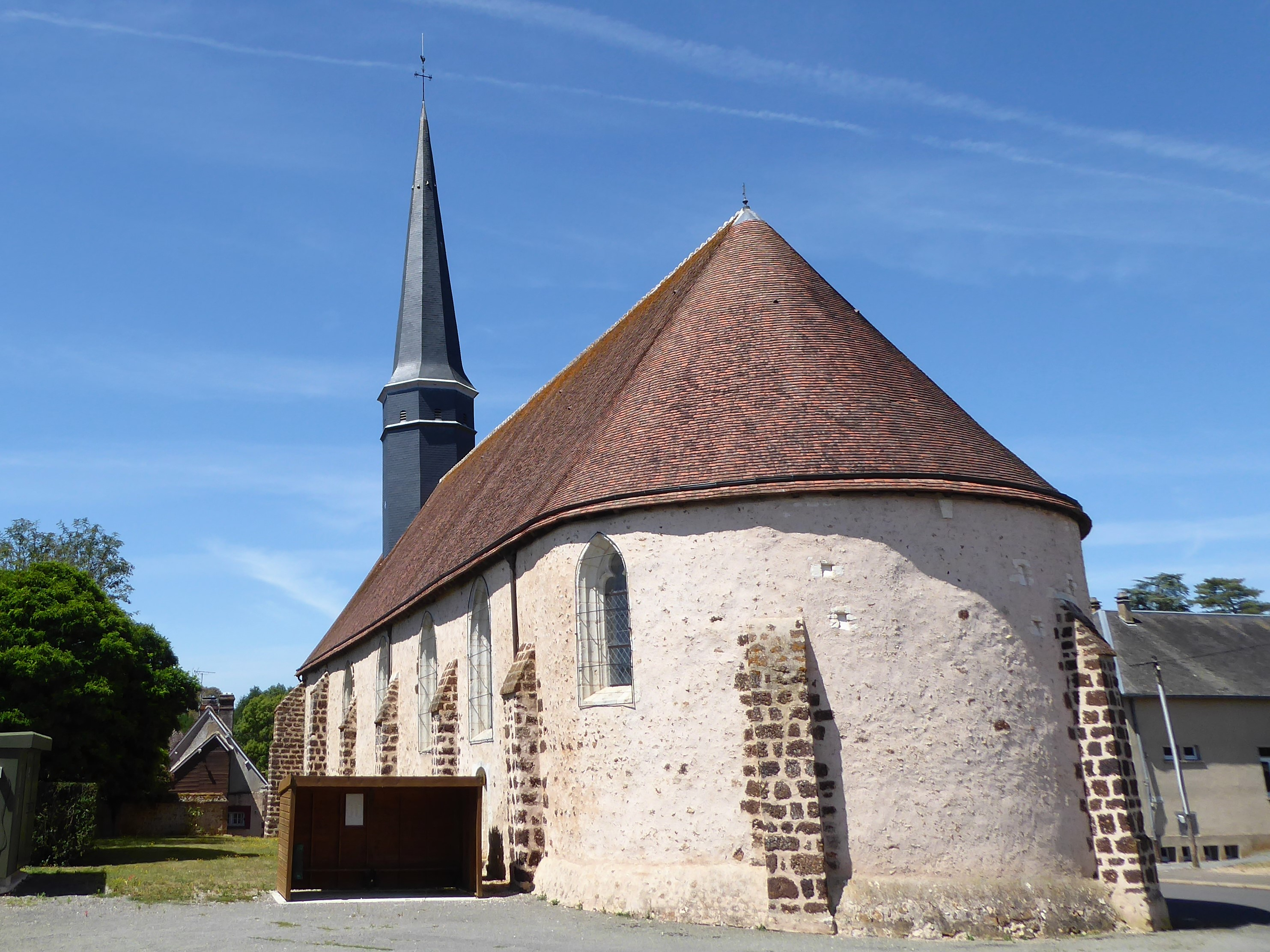
Kirche St. Pierre
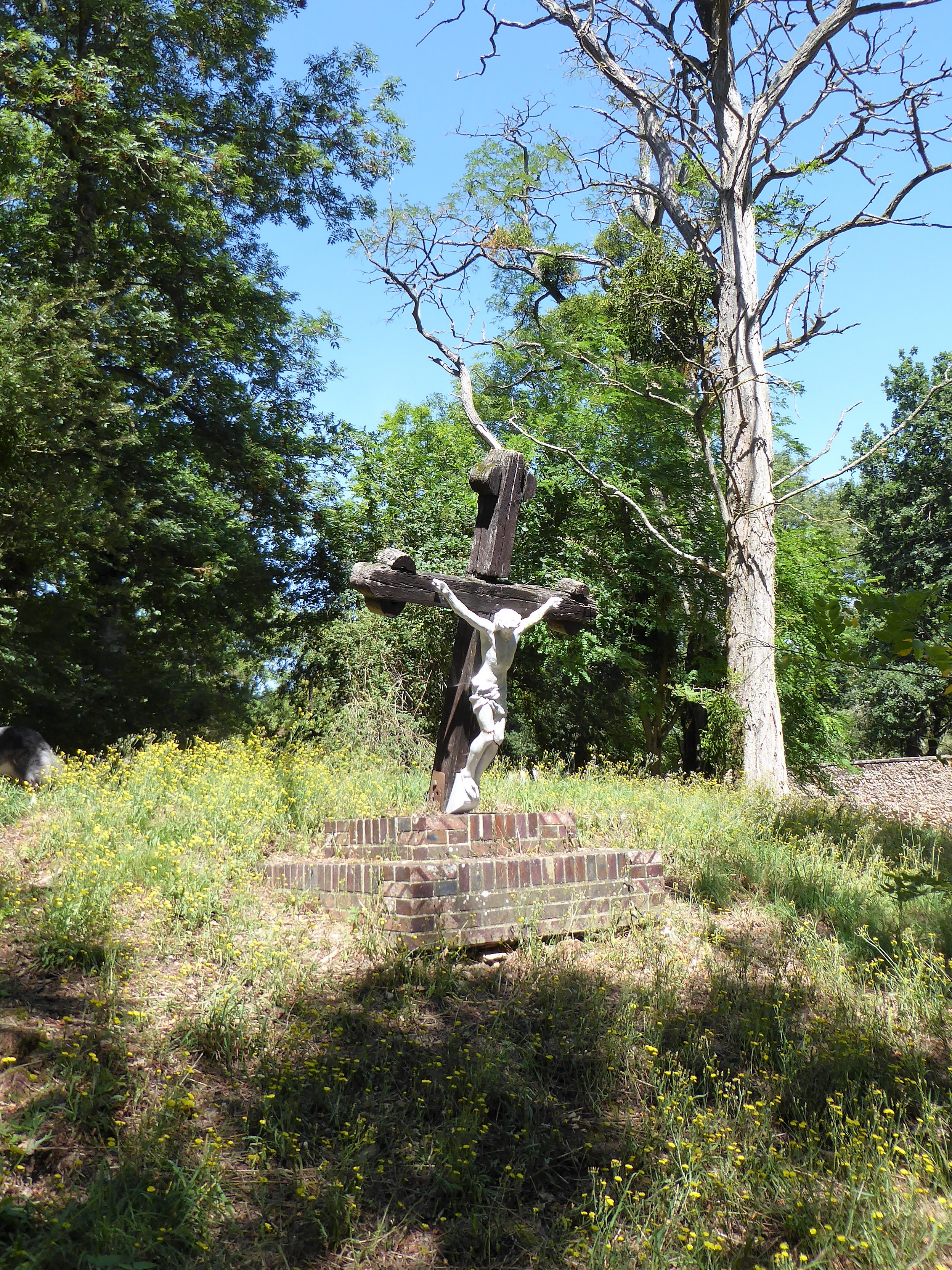
Schiefes Kruzifix